# Zhang Ling
Zhang Ling (n. 27 februarie 1997, Shanghai, Republica Populară Chineză) este o canotoare ce a reprezentat Republica Populară Chineză, medaliată olimpică. A participat la 2 ediții ale Jocurilor Olimpice (2016, 2020) în care a câștigat o medalie de aur.